# Bergbau in den Vogesen
In den Vogesen wurde vom 10. Jahrhundert bis Mitte des 20. Jahrhunderts Erzbergbau betrieben. Es wurde hauptsächlich Zinn, Kupfer, Blei und Silber gewonnen. Die Namen zahlreicher Orte zeugen von dieser Vergangenheit, z. B. Sainte-Marie-aux-Mines, Plancher-les-Mines, La Croix-aux-Mines und Val d’Argent (Silbertal).
Dieser Artikel befasst sich mit dem Erzbergbau, in den Vogesen wurde auch Kohle, siehe Kohleminen von Ronchamp, und in der nahen Rheinebene Kali im Kalirevier im Elsass abgebaut.

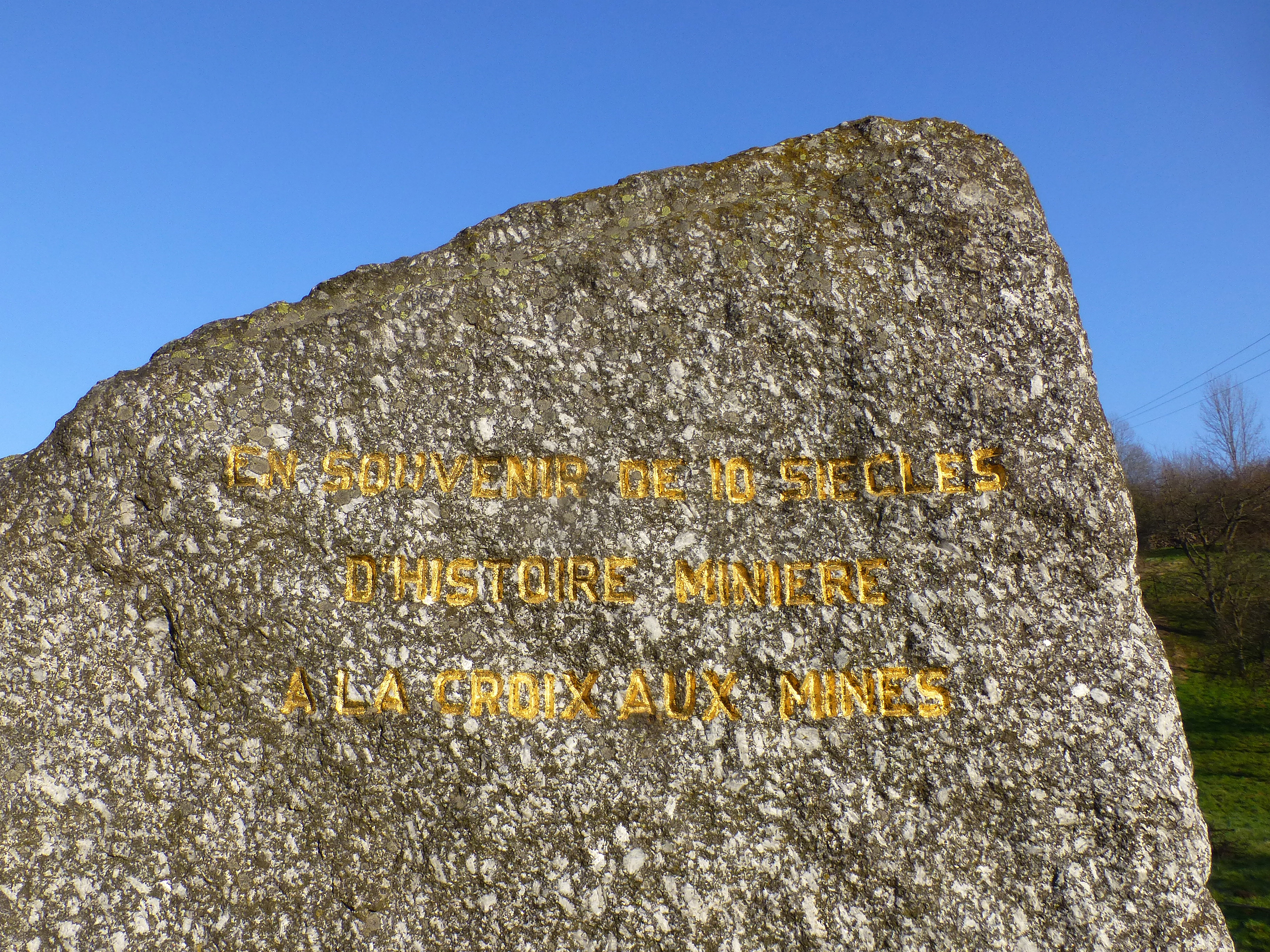
Gedenkstein in La Croix aux Mines: 10 Jahrhunderte Bergbau

## Geschichte
Der Bergbau in den Vogesen begann im Mittelalter, im 10. bis 15. Jahrhundert, und wurde im 16. und 17. Jahrhundert intensiviert. In den 1930er Jahren wurde der Bergbau wegen Erschöpfung der Vorkommen eingestellt. Abgebaut wurden Metalle, vor allem Silber, Zink, Kupfer, Blei und auch Kobalt zur Farbenherstellung.
Im 10. Jahrhundert kamen die ersten Bergleute ins Tal der Lièpvrette, nachdem Blidulph von Metz dort ein Kloster gegründet hatte, man baute im Altenberg Silber und Blei ab. Diese Bergwerke wurden bis zum Dreißigjährigen Krieg, ca. 1633–37, betrieben.
Die ersten Bergwerke folgten den Adern ins Gebirge, später wurden senkrechte Schächte gegraben, erst mit verbesserter Wasserführung und Belüftung konnte man tiefere Schächte abteufen.
In den Nordvogesen in der Nähe von Niederbronn-les-Bains und Lembach wurde Eisenerz im Tagebau oder in geringer Tiefe gefördert.
Ab dem 13. Jahrhundert wurde auch in der Nähe von Grandfontaine Erz abgebaut in Minières und Tête Mathis durch den Grafen von Salm. Es wurde Blei, Kupfer und Wolfram abgebaut. Die Vorkommen gingen im 19. Jahrhundert zur Neige, man hat bis 1949 die Pyrit Vorkommen untersucht, danach aber weitere Erkundungen eingestellt. Ein Minenzugang ist teilweise erhalten.
Ganz im Süden der Vogesen, in Auxelles bei Giromagny, wurden ab dem 15. Jahrhundert bis ins 20. Jahrhundert Minen zum Abbau von Blei, Zink, Kupfer, Silber und Arsenfluorit betrieben. Die Namen von fünf Minen sind überliefert: St-Philippe, St-Martin, St-Urbain, Gesellschaft und St-Jean.
Im 16. Jahrhundert begann ein wahrer Ansturm auf die neuen Bergwerke. Nachdem 1524 die Mine Saint-Barthélemy in Sainte-Marie-aux-Mines eröffnet wurde, strömten bis zu 3000 Arbeiter aus anderen Gegenden des Elsass und ganz Europa in das Tal. Es kamen insbesondere Bergleute aus Sachsen und Tirol. Die einzelnen Aufgaben in den Minen waren spezialisiert: es gab Bergleute, die das Erz ergruben, für die Beförderung an die Oberfläche, das Sortieren, Zerkleinern, die Befestigung der Gänge, die Wasserhaltung und Belüftung waren jeweils andere zuständig. Die Spezialisten aus Sachsen und aus Tirol waren gesucht, für sie wurden extra Häuser errichtet und sie mussten keine Steuern bezahlen. Dies wieder führte zu Unruhen, z. B. in Giromagny 1532.
Aus dieser Zeit stammen auch die Zeichnungen von Heinrich Groff der Mine von La Croix-aux-Mines, die die Arbeiten im 16. Jahrhundert illustrieren. Die 26 Zeichnungen beschreiben sowohl die verschiedenen Arbeiter als auch Arbeitsschritte der Mine. Ein besonderes Ereignis war der Fund eines 580 kg schweren Silberblocks in Form eines Ritters in einer Míne im Neuenberg bei Sainte-Marie-aux-Mines am 17. Oktober 1581 durch Claus Schirbald. Im 16. Jahrhundert begannen zwei Berggewerkschaften im Neuenberg im Val d’Argent mit der Erschließung einer Silberader von unterschiedlichen Richtungen aus. Als die eine Gesellschaft 1560 auf die Ader stieß, war sie bereits durch die andere ausgebeutet. Man beauftragte Markscheider mit der Vermessung, der Fund wurde aufgeteilt. Bei archäologischen Untersuchungen im Jahr 1970 wiederholte man die Vermessung mit modernen Methoden und kam zum selben Resultat.
Durch die Verwüstungen des Dreißigjährigen Kriegs wurde die Ausbeutung der Minen unterbrochen. Danach wurde nicht versucht, neue Vorkommen zu finden, sondern man beutete die vorhandenen weiter aus durch tiefere Schächte. In der Mitte des 18. Jahrhunderts wurden Minen überschwemmt, außerdem waren die Blei-Vorkommen erschöpft, was auch die Kupfergewinnung beeinträchtigte. Viele Minen wurden geschlossen, Bergleute zogen zu anderen Revieren. Im 18. Jahrhundert wurde die Eisenmine bei Barr eröffnet, mit einem Schacht mit 46 m Tiefe. Mit der Französischen Revolution kam der Bergbau vollkommen zum Erliegen. Am Ende des 19. Jahrhunderts fand man neue Vorkommen, der Abbau ging bis in die 1930er Jahre, 1940 wurde die letzte Mine in Sainte-Marie-aux-Mines geschlossen.
Am Ende haben nur noch wenige Menschen in den Minen gearbeitet haben, die meisten konnten in der Textilindustrie unterkommen, die aber wenige Jahre später auch in eine Krise geriet. Es blieb nur noch der Tourismus.

### Anfänge des Bergbaus in römischer Zeit und im frühen Mittelalter
Neuere archäologische Ausgrabungen haben Spuren des Bergbaus schon zu römischer Zeit, im 1. Jahrhundert n. Chr., in der Nähe von Schirrhoffen nachgewiesen. Man hat Abfallhügel der Eisenproduktion und Überreste von Rennöfen gefunden. Auch unterhalb von Kaysersberg hat man solche Spuren gefunden. Schließlich fand man auch im Bruche Tal, bei Saales, ähnlich Spuren, ca. 4. bis 7. Jahrhundert. Von dieser Eisengewinnung sind keine schriftlichen Zeugnisse überliefert.

### Das Bergrecht im Elsass
Solange das Elsass zum Heiligen Römischen Reich gehörte, galt das deutsche Bergrecht, die Herrscher waren die Besitzer aller Bodenschätze in ihrem Territorium. Nach dem Übergang zu Frankreich ab 1648 wurde nach und nach das französische Bergrecht eingeführt. Der König war der Besitzer aller Bodenschätze. Dies war lange umstritten, so beanspruchte die Stadt Straßburg 1789 das historische Bergrecht auf ihrem Territorium. Nach der Revolution, ab 1791, erhielt der Landeigentümer auch das Bergrecht, der Staat verwaltete die Nutzung und die Konzessionen.

## Überreste heute
In Sainte-Marie-aux-Mines gibt es ein Museum mit Vergnügungspark Parc Tellure – Das Elsässische Silberbergwerk 1549, welches über einem ehemaligen Silberbergwerk errichtet wurde.
Auch in der Nähe von La Bresse kann man den Eingang eines alten Kupferbergwerks besichtigen. Ebenso kann man in Le Thillot ein ehemaliges Bergwerk besichtigen.

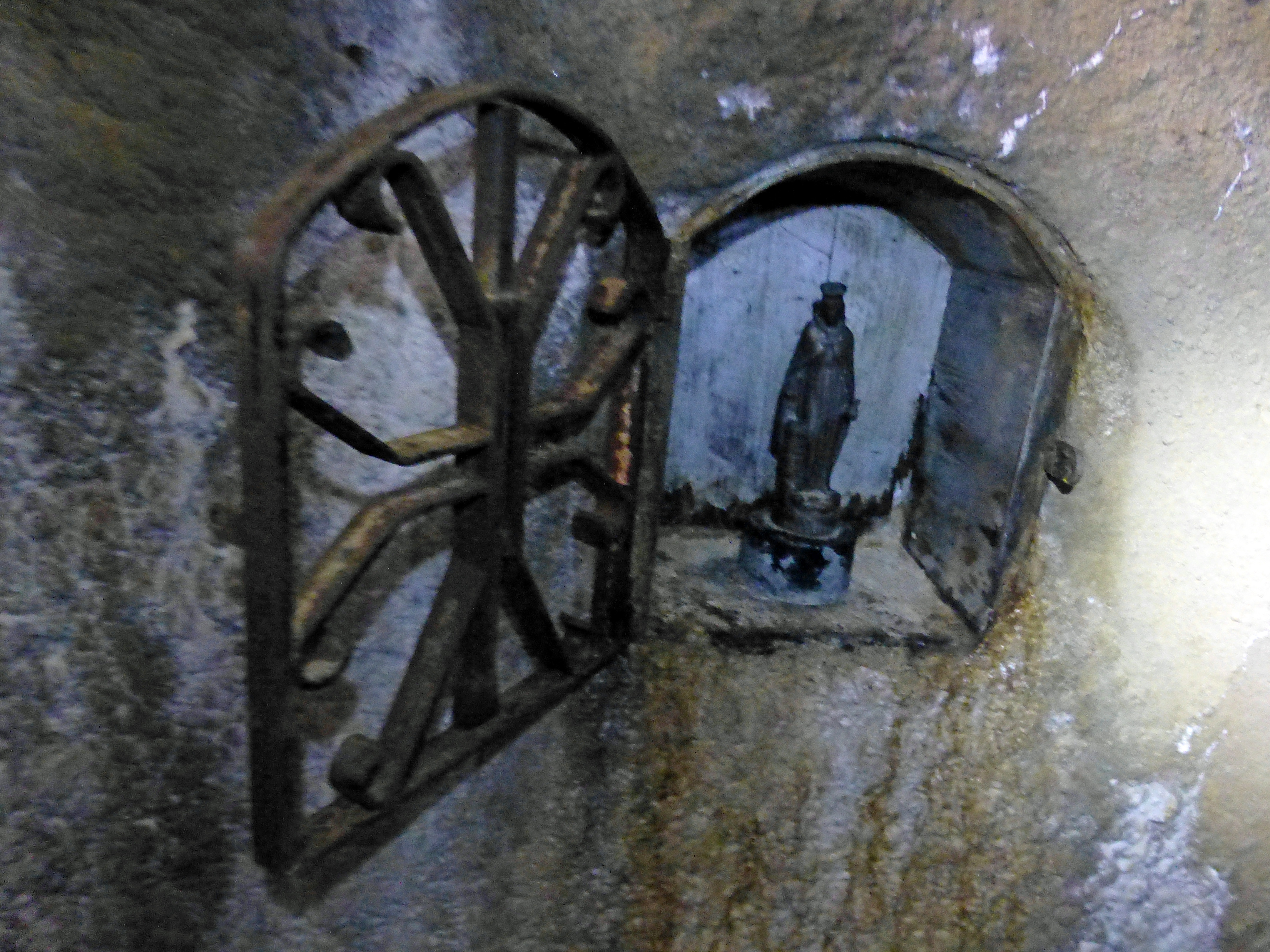
Museum Parc Tellure Heilige Barbara

Das Industrieunternehmen De Dietrich in den Nord-Vogesen hat seine Ursprünge in den Eisenhütten des 18. Jahrhunderts. In Nothweiler in der Pfalz, wenige Kilometer hinter der französischen Grenze, kann man das ehemalige Eisenerzbergwerk Sankt Anna Stollen besichtigen.